# Scaphochlamys obcordata
Scaphochlamys obcordata är en enhjärtbladig växtart som beskrevs av Sirirugsa och Kai Larsen. Scaphochlamys obcordata ingår i släktet Scaphochlamys och familjen Zingiberaceae. Inga underarter finns listade i Catalogue of Life.